# Гнездо на акули
Спортна тренировъчна база „Гнездо на акули“ е клубната тренировъчна база на „Черноморец“, Бургас. Намира се в кв. „Сарафово“ близо до бургаското летище.

## Информация
Първата копка е направена на 14 юли 2009 г. от президента на Черноморец (Бургас) Митко Събев и кмета на Бургас Димитър Николов. Така нареченият кампус „Гнездо на акули“ разполага с 3 игрища, две с естествена и едно с изкуствена тревна настилка. До тях е изградена триетажната административна сграда, с всичко необходимо за пълноценна подготовка, рехабилитация и почивка на футболистите. В кампуса тренират четири формации на клуба, като там ще бъде и административното ръководство на „акулите". . Грубият строеж на базата е завършен през май 2010 г.  През 2012 г. тук тренировки започва да води и Нефтохимик (Бургас), а СФК Свети Никола (Бургас) играе домакинските си мачове от ОФГ Бургас на един от терените.